# Městišťské rokle
Městišťské rokle je přírodní rezervace poblíž obce Čachrov v okrese Klatovy. Chráněné území, sestávající ze dvou nesouvisejících částí, se rozkládá v pramenné oblasti potoka Jelenky a jeho přítoků, jižně od vesnice Městiště a východo-severovýchodně od vesnice Hojsova Stráž. Oblast spravuje Správa NP a CHKO Šumava.
Důvodem ochrany je zachování pramenišť, rašelinišť a přípotočních niv potoka Jelenky a jeho přítoků se všemi jejich součástmi, včetně rostlinných a živočišných druhů, uchování a obnova přirozených lesů a ochrana bylinných společenstev na bezlesých částech rezervace.

## Galerie

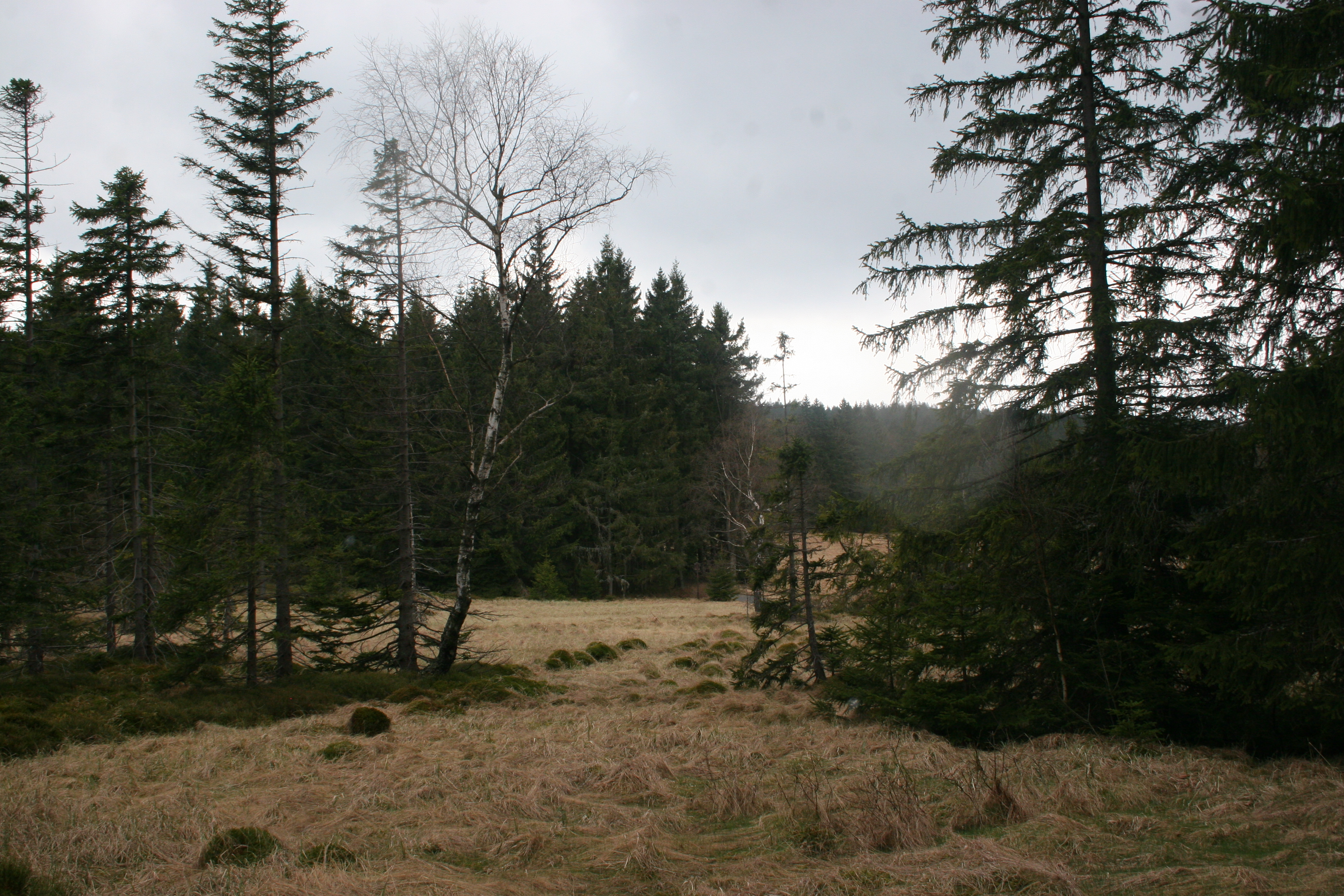
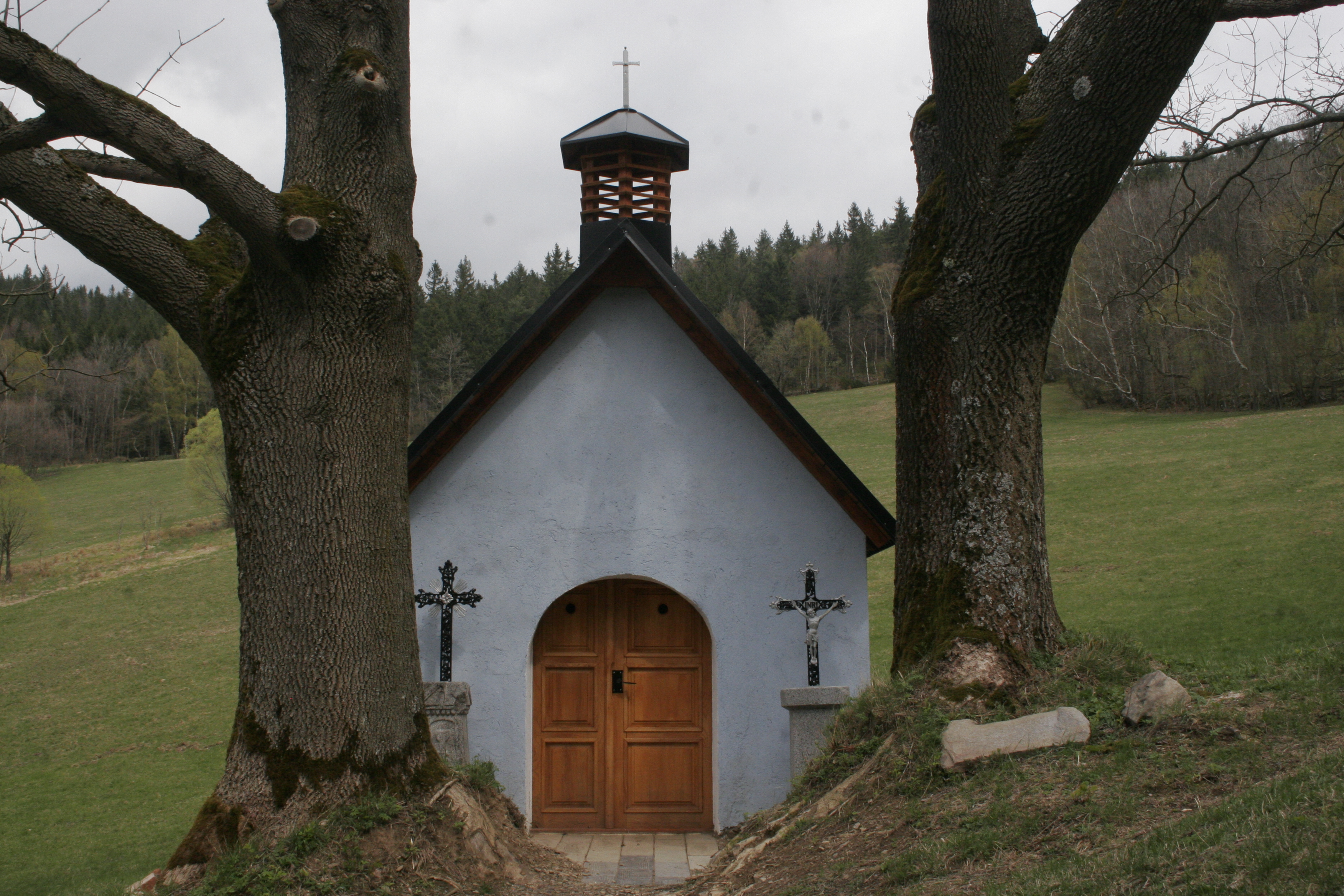
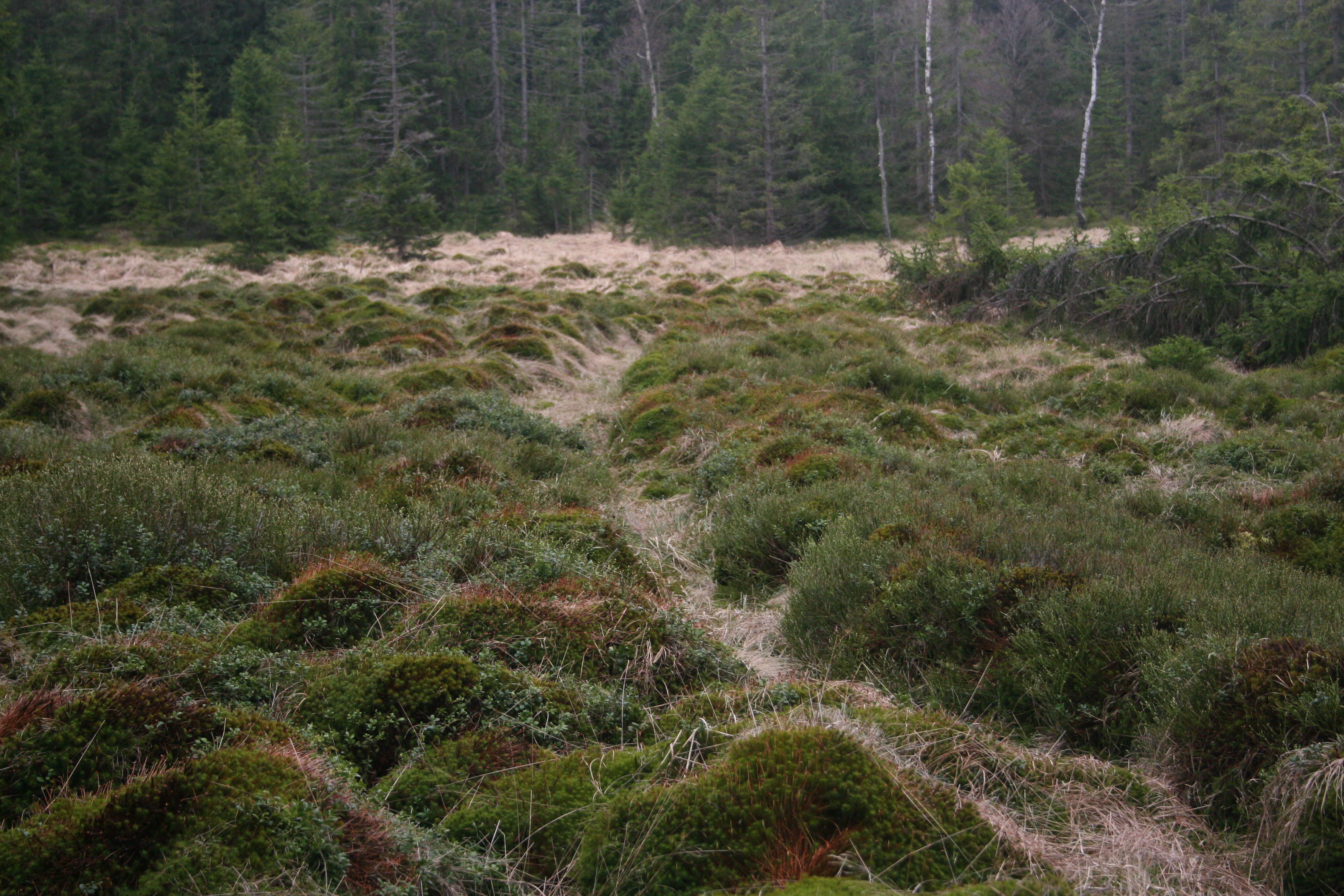